# Nicklas Danielsson
Nicklas Danielsson (* 7. prosince 1984) je švédský hokejový útočník. V současné době hraje za tým Lausanne HC. Byl draftován týmem Vancouver Canucks v 5. kole (celkově 160.) v roce 2003.